# Lola Anderson
Pour les articles homonymes, voir Anderson.
Lola Anderson, née le 16 avril 1998, est une rameuse britannique. Entre 2023 et 2024, elle réussit le triplé en remporte l'or européen, mondial et olympique en quatre de couple. 

## Carrière
Anderson commence l'aviron à l'âge de 14 ans après regardé les Jeux olympiques d'été de 2012 et sous l'impulsion de son père, rameur universitaire. Elle fait ses études à l'Université de Newcastle upon Tyne.
Elle fait ses débuts mondiaux chez les seniors en 2023, prenant part au quatre de couple qui terminent championnes du monde.
Lors des Jeux olympiques d'été de 2024, Lola Anderson et ses trois coéquipières Lauren Henry, Hannah Scott et Georgina Brayshaw remportent la médaille d'or en quatre de couple, à peine 0,15 s devant les Néerlandaises.